# Goodbye, Don Glees!
Goodbye, Don Glees! (яп. グッバイ、ドン・グリーズ! Губай, Дон Гури:дзу!) — полнометражный аниме-фильм Ацуко Исидзуки, созданный на студии Madhouse.

## Сюжет
В детстве Хокуто «Тото» Митарай и Рома Камогава создали свой собственный клуб «Дон Глис». Когда Тото исполнилось 15 лет, он переехал в Токио, чтобы поступить в местную старшую школу. Вернувшись через год, Тото застаёт Рому тоскующим по своей подруге Тиволи Ураясу, которая уехала в Ирландию. Тото уговаривает Рому связаться с Тиволи и даже пробует позвонить девушке по межгороду, чтобы заставить Рому поговорить с ней.
Тото также обнаруживает, что к клубу присоединился новый участник — Сидзуки «Дроп» Сакума. В городке намечается фестиваль, но так как ребят из «Дон Глис» все считают местными чудаками, то на праздник они идти не собираются. Вместо этого Дроп уговаривает Рому потратить все свои деньги с подработки на покупку дрона, ведь с его помощью они смогут снять действо на фестивале, а сами тем временем устроят небольшой фейерверк в укромном месте. Но в ночь представления им не удается зажечь фейерверк, а Рома теряет запущенный дрон. Через несколько часов в горах вспыхивает лесной пожар. На следующий день одноклассники распускают слух, что пожар устроили члены «Дон Глис», так как полиция нашла их фейерверки. Трое друзей по карте находят место падения своего дрона и решают вернуть его, чтобы с помощью видеозаписей доказать свою непричастность к произошедшему.
Так как дрон упал в труднодоступной горной местности, Рома с компанией отправляется ночной поход, чтобы добраться до него. Ребятам приходится обмануть родителей, убегать о полицейских и даже от встреченного в горах медведя, чуть было не утонуть в реке и несколько раз сбиться с пути. Им не удаётся добраться до нужного места до заката, и они, окончательно заплутав, устраиваются на привал у небольшого водопада. Дроп рассказывает остальным о том, что у каждого человека должно быть «сокровище», которого он хочет больше всего на свете. Он также рассказывает о своей жизни в Исландии, где он однажды нашел работающую телефонную будку рядом с «золотым» водопадом. Но он также упоминает о пребывании в больнице и спрашивает остальных, будут ли они сожалеть, если завтра наступит конец света и о том, чего они котят успеть сделать до этого. Тем временем Тото панически боится за свою учёбу в школе и осуждает детское поведение своих друзей. Он даже взял с собой в поход заметки, так как на следующий день у него экзамен. Но в конце концов он успокаивается и признается, что не уверен в том, что хочет стать врачом, как того хотел его отец. Он также рассказывает Дропу о происхождении названия клуба. Название происходит от английского «Don’t glee» — «Не радуйся», что означает, что они с Ромой никогда не улыбались и не играли с другими детьми. Дропу удаётся разрядить обстановку и ребята примиряются. В конце концов Тото кидает свои записи в костер, так как это перестаёт иметь для него значение в данный момент, а пересдать экзамен он сможет потом. На следующий день ребятам удаётся найти дрон. В пути ребята очень сильно сближаются, а Дроп очень радуется тому, что ему удалось пережить настоящее приключение в 15 лет.
Восстановление данных с камеры дрона заняло два дня, но не дало никакого результата, так как он не записал ничего, кроме городского фейерверка, а к тому времени почти все люди забыли о пожаре и слухи улеглись. Проходит время, и Дроп внезапно умирает. Это известие сильно потрясает ребят, а особенно Рому. Опустошенный такой несправедливостью, Рома, сгоряча, начинает крушить шалаш клуба «Дон Глис», но его вовремя останавливает подоспевший Тото. Среди обломков парни находят две бутылки колы с нарисованной на них картой Исландии. Дроп отметил на ней крестиком телефонную будку, в том самом месте рядом с «золотым» водопадом. Друзья решают слетать на самолёте в Исландию, чтобы найти будку. После нескольких дней похода они находят гигантский водопад, который, озарялся золотом от солнечного света. Неподалеку от него они действительно находят красную телефонную будку с работающим телефоном. Тото видит на кожухе номер телефона и понимает, что по ошибке позвонил именно по этому номеру, когда пытался дозвониться до Тиволи. Парни догадываются от том, что, тогда, когда они ошиблись номером, именно Дроп ответил на звонок, что и побудило его разыскать Тото и Рому. Они также находят записку, оставленную Дропом, в которой открывается, что сокровищем для него должны стать друзья, которые помогут ему в его последнем приключении.

## Роли озвучивали
| Персонаж               | Сэйю           | Английский дубляж |
| ---------------------- | -------------- | ----------------- |
| Рома Камогава          | Нацуки Ханаэ   | Адам МакАртур     |
| Хокуто «Тото» Митарай  | Юки Кадзи      | Ник Вольфхард     |
| Сидзуки «Дроп» Сакума  | Аюму Мурасэ    | Джонатан Леон     |
| Тибори «Тиволи» Ураясу | Кана Ханадзава | Виктория Грейс    |
| Мако Камогава          | Рино Сасихара  | Стефани Шех       |
| Таро Камогава          | Ацуси Тамура   | Алан Ли           |

## Производство и релиз
Производство анимационного фильма было начато в июле 2021 года. За создание анимации отвечала студия Madhouse, а за дистрибьюцию Kadokawa. Режиссёром и сценаристом выступила Ацуко Исидзука, а дизайнером персонажей Такахиро Ёсимацу. За музыку в аниме отвечал Ёсиаки Фудзисава. Главной темой фильма является песня «Rock the World» в исполнении Alexandros. В японских кинотеатрах фильм вышел 18 февраля 2022 года.
В Северной Америке права на фильм приобрела компания GKIDS. В прокат фильм вышел 14 сентября 2022 года в двух версиях: с японской звуковой дорожкой и английскими субтитрами, с английским дубляжом. В прокате фильм собрал $90,052

## Медиа
Манга-адаптация, написанная и проиллюстрированная Shinki, выходила с 15 октября 2021 года по 15 февраля 2022 года в журнале Monthly Comic Gene издательства Media Factory. Новеллизация по сюжету аниме вышла в 2022 году, примерно то же время, что и фильм.

## Восприятие
На сайте-агрегаторе рецензий Rotten Tomatoes у фильма 100 % «свежести» на основании 18 положительных рецензий критиков, средняя оценка — 7,5/10.

### Награды
| Год  | Награда                   | Категория                                                     | Номинант            | Результат |
| ---- | ------------------------- | ------------------------------------------------------------- | ------------------- | --------- |
| 2023 | 72-я Кинопремия «Майнити» | «Лучший полнометражный мультфильм» / Приз имени Нобуро Офудзи | Goodbye, Don Glees! | Номинация |